# ADO Den Haag in het seizoen 2010/11 (mannen)
In het seizoen 2010-2011 speelde ADO Den Haag in de Eredivisie. De Haagse ploeg eindigde onder leiding van hoofdtrainer John van den Brom als zevende in de Eredivisie en plaatste zich hiermee voor de play-offs om Europees voetbal. Deze wist het na twee wedstrijden en een strafschoppenserie tegen FC Groningen te winnen, waarmee het zich plaatste voor de Europa League. ADO werd daarmee, volgens de UEFA-regels, vijfde in de eindrangschikking. Dit was de beste prestatie sinds het seizoen 1972/73. Een hoofdrol was weggelegd voor Dmitri Boelykin, de Russische spits scoorde maar liefst 21 competitiedoelpunten.

## Technische staf
|                    | Naam                  | Functie                   |
| ------------------ | --------------------- | ------------------------- |
| Vlag van Nederland | John van den Brom (*) | Hoofdtrainer              |
| Vlag van Nederland | Bob Kootwijk          | Assistent-trainer         |
| Vlag van Nederland | Maurice Steijn        | Assistent-trainer         |
| Vlag van Nederland | Maurice Steijn        | Trainer Jong ADO Den Haag |
| Vlag van Nederland | Max de Jong (*)       | Keeperstrainer            |
| Vlag van Nederland | Winand van Loon       | Trainer Beloften ADO      |

(*) John van den Brom kwam over van AGOVV Apeldoorn. Keeperstrainer Max de Jong is de opvolger van René Stam, hij vertrok naar Ajax.

## Selectie 2010/11
| #  | Naam                     | Land      | P | Tot  | E. | Voetbal | Kreeg geel | Kreeg voor de tweede keer geel en dus rood | Weggestuurd | B. | Voetbal | Kreeg geel | Kreeg voor de tweede keer geel en dus rood | Weggestuurd | P. | Voetbal | Kreeg geel | Kreeg voor de tweede keer geel en dus rood | Weggestuurd | T. | Voetbal | Kreeg geel | Kreeg voor de tweede keer geel en dus rood | Weggestuurd |
| -- | ------------------------ | --------- | - | ---- | -- | ------- | ---------- | ------------------------------------------ | ----------- | -- | ------- | ---------- | ------------------------------------------ | ----------- | -- | ------- | ---------- | ------------------------------------------ | ----------- | -- | ------- | ---------- | ------------------------------------------ | ----------- |
| 1  | Gino Coutinho            | Nederland | D | 2011 | 33 | 0       | 2          | 0                                          | 0           | 2  | 0       | 0          | 0                                          | 0           | 4  | 0       | 0          | 0                                          | 0           | 39 | 0       | 2          | 0                                          | 0           |
| 2  | Ahmed Ammi               | Nederland | V | 2011 | 20 | 0       | 4          | 0                                          | 0           | 1  | 0       | 0          | 0                                          | 0           | 4  | 0       | 1          | 0                                          | 0           | 24 | 0       | 5          | 0                                          | 0           |
| 3  | Christian Kum            | Nederland | V | 2012 | 29 | 0       | 4          | 1                                          | 0           | 1  | 0       | 1          | 0                                          | 0           | 3  | 0       | 1          | 0                                          | 0           | 33 | 0       | 6          | 1                                          | 0           |
| 4  | Timothy Derijck          | België    | V | 2012 | 33 | 3       | 7          | 0                                          | 0           | 2  | 0       | 0          | 0                                          | 0           | 4  | 0       | 1          | 0                                          | 0           | 39 | 3       | 8          | 0                                          | 0           |
| 5  | Pascal Bosschaart        | Nederland | M | 2011 | 21 | 0       | 4          | 0                                          | 0           | 1  | 0       | 0          | 0                                          | 0           | 1  | 0       | 0          | 0                                          | 0           | 23 | 0       | 4          | 0                                          | 0           |
| 6  | Aleksandar Ranković      | Servië    | M | 2011 | 3  | 0       | 0          | 0                                          | 0           | 0  | 0       | 0          | 0                                          | 0           | 0  | 0       | 0          | 0                                          | 0           | 3  | 0       | 0          | 0                                          | 0           |
| 7  | Jens Toornstra           | Nederland | M | 2013 | 34 | 3       | 4          | 0                                          | 0           | 2  | 0       | 0          | 0                                          | 0           | 4  | 3       | 0          | 0                                          | 0           | 40 | 6       | 4          | 0                                          | 0           |
| 8  | Danny Buijs              | Nederland | M | 2011 | 16 | 2       | 0          | 0                                          | 0           | 0  | 0       | 0          | 0                                          | 0           | 0  | 0       | 0          | 0                                          | 0           | 16 | 2       | 0          | 0                                          | 0           |
| 9  | Lex Immers               | Nederland | M | 2011 | 30 | 7       | 3          | 0                                          | 0           | 2  | 2       | 0          | 0                                          | 0           | 4  | 3       | 1          | 0                                          | 0           | 35 | 12      | 5          | 0                                          | 0           |
| 11 | Wesley Verhoek           | Nederland | A | 2012 | 32 | 7       | 8          | 0                                          | 0           | 2  | 0       | 0          | 0                                          | 0           | 3  | 1       | 0          | 0                                          | 0           | 37 | 8       | 8          | 0                                          | 0           |
| 12 | Aleksandar Radosavljevič | Slovenië  | M | 2011 | 30 | 3       | 4          | 0                                          | 0           | 1  | 0       | 0          | 0                                          | 0           | 4  | 0       | 0          | 0                                          | 0           | 35 | 3       | 4          | 0                                          | 0           |
| 14 | Ramon Leeuwin            | Nederland | V | 2012 | 30 | 0       | 5          | 0                                          | 0           | 2  | 0       | 1          | 0                                          | 0           | 4  | 1       | 0          | 0                                          | 0           | 36 | 1       | 6          | 0                                          | 0           |
| 15 | Mitchell Piqué           | Nederland | V | 2011 | 17 | 0       | 1          | 0                                          | 0           | 1  | 0       | 0          | 0                                          | 0           | 4  | 1       | 0          | 0                                          | 1           | 22 | 1       | 1          | 0                                          | 1           |
| 16 | Christian Supusepa       | Nederland | V | 2012 | 3  | 0       | 0          | 0                                          | 0           | 1  | 0       | 0          | 0                                          | 0           | 0  | 0       | 0          | 0                                          | 0           | 4  | 0       | 0          | 0                                          | 0           |
| 19 | Dmitri Boelykin          | Rusland   | A | 2011 | 30 | 21      | 0          | 0                                          | 0           | 2  | 1       | 0          | 0                                          | 0           | 2  | 1       | 0          | 0                                          | 1           | 34 | 23      | 0          | 0                                          | 1           |
| 22 | Robert Zwinkels          | Nederland | D | 2011 | 1  | 0       | 0          | 0                                          | 0           | 0  | 0       | 0          | 0                                          | 0           | 0  | 0       | 0          | 0                                          | 0           | 1  | 0       | 0          | 0                                          | 0           |
| 24 | Serhat Köksal            | Nederland | M | 2011 | 1  | 0       | 0          | 0                                          | 0           | 0  | 0       | 0          | 0                                          | 0           | 0  | 0       | 0          | 0                                          | 0           | 1  | 0       | 0          | 0                                          | 0           |
| 25 | Giorgio Achterberg       | Nederland | M | 2011 | 2  | 0       | 0          | 0                                          | 0           | 0  | 0       | 0          | 0                                          | 0           | 0  | 0       | 0          | 0                                          | 0           | 2  | 0       | 0          | 0                                          | 0           |
| 26 | Roderick Gielisse        | Nederland | V | 2011 | 4  | 0       | 0          | 0                                          | 0           | 1  | 0       | 0          | 0                                          | 0           | 0  | 0       | 0          | 0                                          | 0           | 5  | 0       | 0          | 0                                          | 0           |
| 27 | Jordy Brouwer            | Nederland | A | 2012 | 3  | 1       | 0          | 0                                          | 0           | 0  | 0       | 0          | 0                                          | 0           | 0  | 0       | 0          | 0                                          | 0           | 3  | 1       | 0          | 0                                          | 0           |
| 28 | František Kubík          | Slowakije | A | 2011 | 27 | 8       | 7          | 0                                          | 0           | 1  | 0       | 0          | 0                                          | 0           | 4  | 1       | 1          | 0                                          | 0           | 32 | 9       | 8          | 0                                          | 0           |
| 29 | Joël Tillema             | Nederland | V | 2011 | 0  | 0       | 0          | 0                                          | 0           | 0  | 0       | 0          | 0                                          | 0           | 0  | 0       | 0          | 0                                          | 0           | 0  | 0       | 0          | 0                                          | 0           |
| 30 | Tom Boks                 | Nederland | D | 2011 | 0  | 0       | 0          | 0                                          | 0           | 0  | 0       | 0          | 0                                          | 0           | 0  | 0       | 0          | 0                                          | 0           | 0  | 0       | 0          | 0                                          | 0           |
| 31 | Kevin Visser             | Nederland | M | 2011 | 18 | 1       | 0          | 0                                          | 0           | 0  | 0       | 0          | 0                                          | 0           | 4  | 0       | 0          | 0                                          | 0           | 22 | 1       | 0          | 0                                          | 0           |
| 34 | Chiró N'Toko             | België    | V | 2012 | 4  | 0       | 0          | 0                                          | 0           | 0  | 0       | 0          | 0                                          | 0           | 0  | 0       | 0          | 0                                          | 0           | 4  | 0       | 0          | 0                                          | 0           |
| 36 | Charlton Vicento         | Nederland | A | 2012 | 20 | 3       | 2          | 1                                          | 0           | 1  | 0       | 0          | 0                                          | 0           | 2  | 1       | 1          | 0                                          | 0           | 23 | 4       | 3          | 1                                          | 0           |
| 41 | Lorenzo Piqué            | Nederland | V | 2011 | 0  | 0       | 0          | 0                                          | 0           | 0  | 0       | 0          | 0                                          | 0           | 0  | 0       | 0          | 0                                          | 0           | 0  | 0       | 0          | 0                                          | 0           |
| 49 | Mike van Duinen          | Nederland | A | 2012 | 0  | 0       | 0          | 0                                          | 0           | 0  | 0       | 0          | 0                                          | 0           | 2  | 0       | 0          | 0                                          | 0           | 2  | 0       | 0          | 0                                          | 0           |

### Verhuurde spelers
| #  | Naam               | Land      | Positie      | Contract tot | E. | Voetbal | Kreeg geel | Kreeg voor de tweede keer geel en dus rood | Weggestuurd | B. | Voetbal | Kreeg geel | Kreeg voor de tweede keer geel en dus rood | Weggestuurd | T. | Voetbal | Kreeg geel | Kreeg voor de tweede keer geel en dus rood | Weggestuurd |
| -- | ------------------ | --------- | ------------ | ------------ | -- | ------- | ---------- | ------------------------------------------ | ----------- | -- | ------- | ---------- | ------------------------------------------ | ----------- | -- | ------- | ---------- | ------------------------------------------ | ----------- |
| 33 | Jarchinio Antonia  | Nederland | Aanvaller    | Zomer 2011   | 3  | 0       | 0          | 0                                          | 0           | 0  | 0       | 0          | 0                                          | 0           | 3  | 0       | 0          | 0                                          | 0           |
| 21 | Kai van Hese       | Nederland | Verdediger   | Zomer 2011   | 2  | 0       | 0          | 0                                          | 0           | 0  | 0       | 0          | 0                                          | 0           | 2  | 0       | 0          | 0                                          | 0           |
| 27 | Santy Hulst        | Nederland | Aanvaller    | Zomer 2011   | 1  | 0       | 0          | 0                                          | 0           | 1  | 0       | 1          | 0                                          | 0           | 2  | 0       | 0          | 0                                          | 0           |
| 13 | Raily Ignacio      | Nederland | Aanvaller    | Zomer 2011   | 1  | 0       | 0          | 0                                          | 0           | 0  | 0       | 0          | 0                                          | 0           | 1  | 0       | 0          | 0                                          | 0           |
| 38 | Nico Pellatz       | Duitsland | Doelman      | Zomer 2011   | 0  | 0       | 0          | 0                                          | 0           | 0  | 0       | 0          | 0                                          | 0           | 0  | 0       | 0          | 0                                          | 0           |
| 23 | Leroy Resodihardjo | Nederland | Middenvelder | Zomer 2011   | 2  | 0       | 0          | 0                                          | 0           | 0  | 0       | 0          | 0                                          | 0           | 2  | 0       | 0          | 0                                          | 0           |

### Tussentijds vertrokken spelers
| #  | Naam                | Land      | Positie      | Contract tot | E. | Voetbal | Kreeg geel | Kreeg voor de tweede keer geel en dus rood | Weggestuurd | B. | Voetbal | Kreeg geel | Kreeg voor de tweede keer geel en dus rood | Weggestuurd | T. | Voetbal | Kreeg geel | Kreeg voor de tweede keer geel en dus rood | Weggestuurd |
| -- | ------------------- | --------- | ------------ | ------------ | -- | ------- | ---------- | ------------------------------------------ | ----------- | -- | ------- | ---------- | ------------------------------------------ | ----------- | -- | ------- | ---------- | ------------------------------------------ | ----------- |
| 10 | Ricky van den Bergh | Nederland | Middenvelder | Zomer 2011   | 10 | 0       | 1          | 0                                          | 0           | 2  | 0       | 0          | 0                                          | 0           | 12 | 0       | 1          | 0                                          | 0           |

## Transfers

### Aangetrokken
Zomerstop 2010:
- Giorgio Achterberg → eigen jeugd
- Jarchinio Antonia → eigen jeugd
- Tom Boks → eigen jeugd
- Dmitri Boelykin → Anderlecht (gehuurd)
- František Kubík → AS Trenčín (gehuurd)
- Ramon Leeuwin → AGOVV Apeldoorn
- Nico Pellatz → Apollon Limassol
- Aleksandar Radosavljevič → AE Larissa
- Christian Supusepa → Ajax
- Kevin Visser → RKC Waalwijk

Winterstop 2010/11:
- Jordy Brouwer → Liverpool FC
- Raily Ignacio → FC Dordrecht (was verhuurd)
- Chiro N'Toko → AGOVV Apeldoorn

### Vertrokken
Zomerstop 2010:
- Tom Beugelsdijk → FC Dordrecht (verhuurd; komt uit eigen gelederen)
- Fabio Caracciolo → Fortuna Sittard (was verhuurd aan FC Den Bosch)
- Yuri Cornelisse → gestopt
- Barry Ditewig → Achilles '29
- Mike de Geer → HBS-Craeyenhout
- Csaba Horváth → Zagłębie Lubin (was gehuurd van AS Trenčín)
- Raily Ignacio → FC Dordrecht (verhuurd)
- Richard Knopper → PSM Makassar
- Kees Luijckx → NAC Breda (was gehuurd van AZ)
- Bogdan Milić → Krylja Sovetov Samara
- Andres Oper → AEK Larnaca
- Berry Powel → Gimnàstic de Tarragona (was verhuurd aan De Graafschap)
- Danny van der Ree → DHC Delft
- Levi Schwiebbe → AGOVV Apeldoorn
- Karim Soltani → Iraklis Saloniki
- Boy Waterman → De Graafschap (was gehuurd van AZ)

Winterstop 2010/11:
- Jarchinio Antonia → Go Ahead Eagles (verhuurd)
- Ricky van den Bergh → Sparta Rotterdam
- Kai van Hese → FC Dordrecht (verhuurd)
- Santy Hulst → FC Dordrecht (verhuurd)
- Nico Pellatz → SBV Excelsior (verhuurd)
- Leroy Resodihardjo → Almere City FC (verhuurd)

## Statistieken ADO Den Haag in het seizoen 2010/11

### Eindstand ADO Den Haag in de Nederlandse Eredivisie 2010/11
| Stand | Gespeeld | Gewonnen | Gelijk | Verloren | Punten | Doelpunten voor | Doelpunten tegen | Gele kaarten | Rode kaarten |
| ----- | -------- | -------- | ------ | -------- | ------ | --------------- | ---------------- | ------------ | ------------ |
| 7e    | 34       | 16       | 6      | 12       | 54     | 63              | 55               | 56           | 2            |

### Stand, punten en doelpunten per speelronde 2010/11
| Speelronde              | 1                 | 2                 | 3                 | 4                 | 5                 | 6                 | 7                 | 8                 | 9                 | 10                | 11                | 12                | 13                | 14                | 15                | 16                | 17                | 18                | 19                | 20                | 21                | 22                | 23                | 24                | 25                | 26                | 27                | 28                | 29                | 30                | 31                | 32                | 33                | 34                |
| ----------------------- | ----------------- | ----------------- | ----------------- | ----------------- | ----------------- | ----------------- | ----------------- | ----------------- | ----------------- | ----------------- | ----------------- | ----------------- | ----------------- | ----------------- | ----------------- | ----------------- | ----------------- | ----------------- | ----------------- | ----------------- | ----------------- | ----------------- | ----------------- | ----------------- | ----------------- | ----------------- | ----------------- | ----------------- | ----------------- | ----------------- | ----------------- | ----------------- | ----------------- | ----------------- |
| Trainer                 | John van den Brom | John van den Brom | John van den Brom | John van den Brom | John van den Brom | John van den Brom | John van den Brom | John van den Brom | John van den Brom | John van den Brom | John van den Brom | John van den Brom | John van den Brom | John van den Brom | John van den Brom | John van den Brom | John van den Brom | John van den Brom | John van den Brom | John van den Brom | John van den Brom | John van den Brom | John van den Brom | John van den Brom | John van den Brom | John van den Brom | John van den Brom | John van den Brom | John van den Brom | John van den Brom | John van den Brom | John van den Brom | John van den Brom | John van den Brom |
| Punten per speelronde   | 0                 | 0                 | 3                 | 1                 | 1                 | 3                 | 3                 | 1                 | 3                 | 0                 | 0                 | 3                 | 3                 | 1                 | 3                 | 0                 | 0                 | 1                 | 3                 | 3                 | 3                 | 3                 | 3                 | 1                 | 0                 | 3                 | 0                 | 3                 | 3                 | 3                 | 0                 | 0                 | 0                 | 0                 |
| Punten na speelronde    | 0                 | 0                 | 3                 | 4                 | 5                 | 8                 | 11                | 12                | 15                | 15                | 15                | 18                | 21                | 22                | 25                | 25                | 25                | 26                | 29                | 32                | 35                | 38                | 41                | 42                | 42                | 45                | 45                | 48                | 51                | 54                | 54                | 54                | 54                | 54                |
| Stand na speelronde     | 14e               | 17e               | 13e               | 12e               | 12e               | 9e                | 6e                | 7e                | 6e                | 8e                | 8e                | 8e                | 7e                | 7e                | 7e                | 7e                | 8e                | 10e               | 9e                | 8e                | 7e                | 5e                | 5e                | 5e                | 6e                | 4e                | 5e                | 5e                | 5e                | 4e                | 5e                | 6e                | 7e                | 7e                |
| Goals per speelronde    | 1                 | 1                 | 3                 | 2                 | 2                 | 4                 | 3                 | 0                 | 2                 | 2                 | 1                 | 1                 | 1                 | 1                 | 3                 | 1                 | 0                 | 1                 | 2                 | 3                 | 5                 | 1                 | 3                 | 2                 | 2                 | 5                 | 0                 | 3                 | 3                 | 1                 | 1                 | 1                 | 2                 | 0                 |
| Goals na speelronde     | 1                 | 2                 | 5                 | 7                 | 9                 | 13                | 16                | 16                | 18                | 20                | 21                | 22                | 23                | 24                | 27                | 28                | 28                | 29                | 31                | 34                | 39                | 40                | 43                | 45                | 47                | 52                | 52                | 55                | 58                | 59                | 60                | 61                | 63                | 63                |
| Doelsaldo na speelronde | −2                | −4                | −3                | −3                | −3                | −1                | 0                 | 0                 | +1                | 0                 | −2                | −1                | 0                 | 0                 | +3                | +2                | 0                 | 0                 | +1                | +3                | +7                | +8                | +11               | +11               | +10               | +14               | +13               | +14               | +15               | +16               | +14               | +13               | +11               | +8                |

### Thuis/uit-verhouding 2010/11
| Tegenstander | Ajax  | AZ    | SBV Excelsior | Feyenoord | De Graafschap | FC Groningen | SC Heerenveen | Heracles Almelo | NAC Breda | NEC Nijmegen | PSV   | Roda JC Kerkrade | FC Twente | FC Utrecht | Vitesse | VVV-Venlo | Willem II | Punten totaal |
| ------------ | ----- | ----- | ------------- | --------- | ------------- | ------------ | ------------- | --------------- | --------- | ------------ | ----- | ---------------- | --------- | ---------- | ------- | --------- | --------- | ------------- |
| ADO thuis    | 3 - 2 | 0 - 2 | 2 - 1         | 2 - 2     | 2 - 2         | 2 - 4        | 3 - 1         | 3 - 2           | 3 - 0     | 5 - 1        | 2 - 2 | 1 - 3            | 1 - 2     | 1 - 0      | 1 - 0   | 3 - 0     | 2 - 1     | 33            |
| ADO uit      | 0 - 1 | 3 - 1 | 1 - 5         | 2 - 1     | 1 - 0         | 3 - 1        | 0 - 0         | 3 - 0           | 3 - 2     | 1 - 1        | 0 - 1 | 1 - 1            | 3 - 2     | 2 - 3      | 3 - 1   | 2 - 3     | 2 - 4     | 21            |
| Punten       | 6     | 0     | 6             | 1         | 1             | 0            | 4             | 3               | 3         | 4            | 4     | 1                | 0         | 6          | 3       | 6         | 6         | 54            |

### Clubtopscorers 2010/11
| #   | Naam                        | Doelpunten | Doelpunten | Doelpunten      | Doelpunten | Assists    | Assists    | Assists         | Assists |
| #   | Naam                        | Eredivisie | KNVB Beker | Playoffs Europa | Totaal     | Eredivisie | KNVB Beker | Playoffs Europa | Totaal  |
| --- | --------------------------- | ---------- | ---------- | --------------- | ---------- | ---------- | ---------- | --------------- | ------- |
| 1.  | Dmitri Boelykin             | 21         | 1          | 1               | 23         | 6          | 0          | 1               | 7       |
| 2.  | Lex Immers                  | 7          | 2          | 3               | 12         | 3          | 0          | 2               | 5       |
| 3.  | František Kubík             | 8          | 0          | 1               | 9          | 5          | 0          | 0               | 5       |
| 4.  | Wesley Verhoek              | 7          | 0          | 1               | 8          | 14         | 1          | 0               | 15      |
| 5.  | Jens Toornstra              | 3          | 0          | 3               | 6          | 4          | 0          | 0               | 4       |
| 6.  | Charlton Vicento            | 3          | 0          | 1               | 4          | 4          | 0          | 2               | 6       |
| 7.  | Aleksandar Radosavljevič    | 3          | 0          | 0               | 3          | 2          | 0          | 1               | 3       |
| 8.  | Timothy Derijck             | 3          | 0          | 0               | 3          | 1          | 0          | 0               | 1       |
| 9.  | Danny Buijs                 | 2          | 0          | 0               | 2          | 0          | 0          | 0               | 0       |
| 10. | Kevin Visser                | 1          | 0          | 0               | 1          | 1          | 0          | 0               | 1       |
| 11. | Jordy Brouwer               | 1          | 0          | 0               | 1          | 0          | 0          | 0               | 0       |
| 12. | Ramon Leeuwin               | 0          | 0          | 1               | 1          | 0          | 0          | 0               | 0       |
| 13. | Mitchell Piqué              | 0          | 0          | 1               | 1          | 0          | 0          | 0               | 0       |
| 14. | Ricky van den Bergh         | 0          | 0          | 0               | 0          | 2          | 0          | 0               | 2       |
| 15. | Christian Kum               | 0          | 0          | 0               | 0          | 1          | 0          | 0               | 1       |
| 16. | eigen doelpunt tegenstander | 4          | 0          | 0               | 4          | -          | -          | -               | -       |

## Uitslagen

### Oefenduels
- Laakkwartier - ADO Den Haag: 0-14
- ADO Den Haag - Team VVCS: 6-0
- ADO Den Haag - FC Dordrecht: 3-1
- ADO Den Haag - AGOVV Apeldoorn: 2-0
- ADO Den Haag - Hibernian: 2-1
- ADO Den Haag - VVSB: 7-0
- FC Emmen - ADO Den Haag: 2-4
- ADO Den Haag - Swansea City: 1-0
- Legia Warschau - ADO Den Haag: 1-0 (10 oktober 2010, Verslag)
- Club Brugge - ADO Den Haag: 2-3 (winterstop).
- FC Basel - ADO Den Haag: 2-1 (winterstop).

### Seizoen 2010/11

#### Augustus
| Eredivisie 1e speelronde | SBV Vitesse                                                                       | 3 - 1 (1 - 1)           | ADO Den Haag                                          | Selectie ADO Den Haag: (T: John van den Brom) | Selectie SBV Vitesse: (T: Theo Bos) |
| zo. 8 augustus 2010 Aanvangstijd: 14:30 uur Plaats: Arnhem GelreDome Toeschouwers: 13.700 Scheidsrechter: Reinold Wiedemeijer Wedstrijdverslagen: Verslag FCUpdate Verslag NOS | Sprockel 31' Pluim 45+1' Nilsson (penalty) 57' Nilsson (penalty) 71' Snijders 90' | 0 - 1 1 - 1 2 - 1 3 - 1 | 15' Immers (Verhoek) 52' Verhoek 54' Derijck 69' Ammi | BASISOPSTELLING: Zwinkels - Ammi, Derijck, Bosschaart, Supusepa - Buijs , Van den Bergh, Toornstra - Verhoek, Immers, Kubik RESERVEBANK: Coutinho, Kum, Gielisse, Van Hese, Visser, Vicento, Ignacio WISSELS: 75' Ignacio Van den Bergh 76' Kum Bosschaart 85' Van Hese Supusepa | BASISOPSTELLING: Velthuizen - Van der Struijk, Caldirola, Sprockel, Drost - Snijders, Pröpper, Pluim, Stevanovič, Büttner - Nilsson RESERVEBANK: Room, Van der Linden, Felixdaal, Pinarci, De Ruiter, Heijckmann WISSELS: 84' Felixdaal Büttner 87' De Ruiter Pluim 90' Heijckmann Nilsson |

Afwezig: M. Piqué, Ranković (blessure)

Opmerkelijk: František Kubík en Christian Supusepa maakten hun ADO-debuut. Middenvelder Edwin Linssen was twee weken op proef bij ADO; hij kreeg uiteindelijk geen contract aangeboden.
| Eredivisie 2e speelronde | ADO Den Haag                                                                   | 1 - 3 (1 - 2)           | Roda JC Kerkrade                                                                                           | Selectie ADO Den Haag: (T: John van den Brom) | Selectie Roda JC Kerkrade: (T: Harm van Veldhoven) |
| zo. 15 augustus 2010 Aanvangstijd: 14:30 uur Plaats: Den Haag Kyocera Stadion Toeschouwers: 9.859 Scheidsrechter: Tom van Sichem Wedstrijdverslagen: Verslag FCUpdate Verslag NOS | Kubik (Verhoek) 4' Kum 8' Derijck 22' Van den Bergh 46' Ammi 79' Toornstra 88' | 1 - 0 1 - 1 1 - 2 1 - 3 | 6' Lachambre 9' Junker (penalty) 12' Delorge (Skoubo) 32' Skoubo 44' Addo 45' Tytoń 57' Hadouir 70' Hempte | BASISOPSTELLING: Coutinho - Ammi, Derijck, Kum, Bosschaart - Visser, Van den Bergh, Toornstra - Verhoek, Immers, Kubik RESERVEBANK: Boks, Gielisse, Supusepa, Van Hese, Achterberg, Hulst, Vicento WISSELS: 78' Hulst Kubik 81' Vicento Verhoek 82' Gielisse Van den Bergh | BASISOPSTELLING: Tytoń - Addo, Kah, Hempte, Lachambre - Delorge, Vormer, Hadouir, Janssen - Skoubo, Junker RESERVEBANK: Prus, Horsten, Urdinov, Svärd, Sutchuin-Djoum, Yulu-Matondo, Stankov WISSELS: 45' Sutchuin-Djoum Junker 82' Yulu-Matondo Hadouir 90' Horsten Kah |

Afwezig: Buijs, M. Piqué, Ranković, Zwinkels (blessure)

Opmerkelijk: Kevin Visser maakte zijn ADO-debuut. Deze wedstrijd werden er maar liefst 10 gele kaarten getrokken; het hoogste aantal in een wedstrijd in de eerste seizoenshelft van alle Eredivisie-wedstrijden.
| Eredivisie 3e speelronde | VVV-Venlo                                       | 2 - 3 (1 - 1)                 | ADO Den Haag                                                                        | Selectie ADO Den Haag: (T: John van den Brom) | Selectie VVV-Venlo: (T: Jan van Dijk) |
| zo. 22 augustus 2010 Aanvangstijd: 14:30 uur Plaats: Venlo De Koel Toeschouwers: 7.000 Scheidsrechter: Bas Nijhuis Wedstrijdverslagen: Verslag FCUpdate NU.nl, NOS | Ahahaoui (Paauwe) 23' Fleuren 67' Boymans 90+2' | 0 - 1 1 - 1 1 - 2 1 - 3 2 - 3 | 2' Boelykin (Verhoek) 45' Leeuwin 61' Boelykin (Verhoek) 76' Ammi 89' Verhoek (Kum) | BASISOPSTELLING: Coutinho - Ammi, Derijck, Bosschaart , Kum - Leeuwin, Immers, Toornstra - Verhoek, Boelykin, Kubik RESERVEBANK: Boks, Gielisse, Supusepa, Van Hese, Visser, Achterberg, Hulst WISSELS: 75' Achterberg Boelykin 90' Visser Verhoek | BASISOPSTELLING: Gentenaar - Timisela, Van Kouwen, Paauwe , Fleuren - Leemans, Josué, Tóth - Diogo Viana, Boymans, Ahahaoui RESERVEBANK: Begois, Emenike, De Regt, Jorge Chula, Kruijsen, Linssen, Dadda WISSELS: 59' Jorge Chula Ahahaoui 63' De Regt Van Kouwen 74' Dadda Diogo Viana |

Afwezig: Van den Bergh, Buijs, M. Piqué, Ranković, Vicento, Zwinkels (blessure)

Opmerkelijk: Dmitri Boelykin, Ramon Leeuwin en Giorgio Achterberg maakten hun ADO-debuut. Scheidsrechter Bas Nijhuis onderbrak na 68 minuten de wedstrijd door hevige regenval. Na een kwartier ging het duel weer verder. Met vier assists in drie wedstrijden was Wesley Verhoek de assist-koning van de Eredivisie.
| Eredivisie 4e speelronde | ADO Den Haag                                           | 2 - 2 (0 - 1)           | PSV                                                                      | Selectie ADO Den Haag: (T: John van den Brom) | Selectie PSV: (T: Fred Rutten) |
| zo. 29 augustus 2010 Aanvangstijd: 14:30 uur Plaats: Den Haag Kyocera Stadion Toeschouwers: 11.334 Scheidsrechter: Pol van Boekel Wedstrijdverslagen: Verslag ADO FCUpdate, NOS | Derijck (Toornstra) 56' Kubik 60' Kubik (Boelykin) 81' | 0 - 1 1 - 1 1 - 2 2 - 2 | 8' Afellay (Manolev) 52' Bakkal 73' Rodríguez (Dzsudzsák) 84' Hutchinson | BASISOPSTELLING: Coutinho - Ammi, Derijck, Bosschaart , Kum - Immers, Leeuwin, Toornstra - Verhoek, Boelykin, Kubik RESERVEBANK: Boks, Gielisse, Supusepa, Radosavljevič, Visser, Vicento, Hulst WISSELS: 73' Radosavljevič Leeuwin 80' Visser Bosschaart 90' Supusepa Kubik | BASISOPSTELLING: Isaksson - Manolev, Rodríguez, Marcelo, Pieters - Hutchinson, Afellay , Bakkal - Lens, Berg, Dzsudzsák RESERVEBANK: Cássio, Vuković, Ojo, Wuytens, Amrabat, Reis, Koevermans WISSELS: 63' Ojo Bakkal 79' Koevermans Berg |

Afwezig: Van den Bergh, Buijs, M. Piqué, Ranković, Zwinkels (blessure)

Opmerkelijk: Aleksandar Radosavljevič en Christian Supusepa maakten hun ADO-debuut.

#### September
| Eredivisie 5e speelronde | ADO Den Haag                              | 2 - 2 (1 - 0)           | De Graafschap                                                                                    | Selectie ADO Den Haag: (T: John van den Brom) | Selectie De Graafschap: (T: Darije Kalezić) |
| zo. 12 september 2010 Aanvangstijd: 14:30 uur Plaats: Den Haag Kyocera Stadion Toeschouwers: 11.860 Scheidsrechter: Pieter Vink Wedstrijdverslagen: Verslag ADO FCUpdate, NOS | Boelykin 11' Kubik 55' Visser (Kubik) 70' | 1 - 0 2 - 0 2 - 1 2 - 2 | 13' Meijer 42' Nalbantoğlu 42' Wormgoor 59' Fränkel 73' Bargas (Wormgoor) 88' Bargas (De Ridder) | BASISOPSTELLING: Coutinho - Ammi, Derijck, Bosschaart , Kum - Immers, Leeuwin, Toornstra - Verhoek, Boelykin, Kubik RESERVEBANK: Boks, Supusepa, Van Hese, Radosavljevič, Visser, Van den Bergh, Antonia WISSELS: 46' Radosavljevič Bosschaart 68' Antonia Verhoek 68' Visser Boelykin | BASISOPSTELLING: Waterman - Nalbantoğlu, Saeijs , Wormgoor, Fränkel - Meijer, Rose, J. Buijs - Bargas, Poepon, Hersi RESERVEBANK: Van de Kracht, Broekhof, Kujala, Jungschläger, Hairemans, El Hassnaoui, De Ridder WISSELS: 64' De Ridder Hersi 73' Jungschläger Saeijs 79' El Hassnaoui J. Buijs |

Afwezig: D. Buijs, M. Piqué, Ranković, Zwinkels (blessure)

Opmerkelijk: Jarchinio Antonia maakte zijn ADO-debuut.
| Eredivisie 6e speelronde | Willem II                                                | 2 - 4 (1 - 1)                       | ADO Den Haag                                                   | Selectie ADO Den Haag: (T: John van den Brom) | Selectie Willem II: (T: Gert Heerkes) |
| za. 18 september 2010 Aanvangstijd: 20:45 uur Plaats: Tilburg Koning Willem II Stadion Toeschouwers: 10.300 Scheidsrechter: Björn Kuipers Wedstrijdverslagen: Verslag ADO FCUpdate, NOS | Rigters 5' Levchenko (Van der Heijden) 52' Levchenko 82' | 1 - 0 1 - 1 1 - 2 2 - 2 2 - 3 2 - 4 | 38' Radosavljevič 49' Kubik 80' Kubik (Verhoek) 90+2' Boelykin | BASISOPSTELLING: Coutinho - Ammi, Derijck , Kum, Leeuwin - Immers, Radosavljevič, Toornstra - Verhoek, Boelykin, Kubik RESERVEBANK: Pellatz, Bosschaart, Supusepa, Visser, Van den Bergh, Vicento, Hulst WISSELS: 74' Bosschaart Leeuwin 85' Visser Radosavljevič 90' Supusepa Kubik | BASISOPSTELLING: Mäenpää - Lampi, Biemans, Swinkels, Pereira - Vossebelt, Landgren, Levchenko , Van der Heijden, Lasnik - Rigters RESERVEBANK: Verhulst, Lima, Halilović, Livramento, Hutten, Van Zaanen, Janga WISSELS: 83' Livramento Pereira 83' Hutten Vossebelt 85' Van Zaanen Biemans |

Afwezig: Buijs, M. Piqué, Ranković, Zwinkels (blessure)
| KNVB Beker Derde ronde | Excelsior '31 | 0 - 2 (0 - 1) | ADO Den Haag                            | Selectie ADO Den Haag: (T: John van den Brom) | Selectie Excelsior '31: (T: Dennis Demmers) |
| di. 21 september 2010 Aanvangstijd: 20:00 uur Plaats: Rijssen Sportpark De Koerbelt Toeschouwers: 1.700 Scheidsrechter: Rutger Bekebrede Wedstrijdverslagen: Verslag ADOFans | Davina        | 0 - 1 0 - 2   | 25' Immers 80' Boelykin (Verhoek) Hulst | BASISOPSTELLING: Coutinho - Ammi, Derijck , Bosschaart, Supusepa - Immers, Toornstra, Leeuwin - Verhoek, Boelykin, Hulst WISSELS: 66' Van den Bergh Toornstra 85' Vicento Verhoek | BASISOPSTELLING: Remie - Siemelink, Lubbers, Bartelds, David - Rosink, Isa, Davina - Zwollo, Nahrwold, Özkök WISSELS: 78' Kok Remie 79' Van Zundert Lubbers 87' Gerritsen Mulkes Özkök |

Afwezig: Buijs, Kubik, Kum, M. Piqué, Radosavljevič, Ranković, Zwinkels (blessure/ niet wedstrijdfit)
| Eredivisie 7e speelronde | ADO Den Haag                                                                              | 3 - 2 (2 - 1)                 | Heracles Almelo                          | Selectie ADO Den Haag: (T: John van den Brom) | Selectie Heracles Almelo: (T: Peter Bosz) |
| za. 25 september 2010 Aanvangstijd: 19:45 uur Plaats: Den Haag Kyocera Stadion Toeschouwers: 14.120 Scheidsrechter: Ed Janssen Wedstrijdverslagen: Verslag ADO FCUpdate, NOS | Immers (Boelykin) 29' Kubik 42' Boelykin (Verhoek) 44' Boelykin (Verhoek) 70' Leeuwin 88' | 0 - 1 1 - 1 2 - 1 2 - 2 3 - 2 | 17' Plet (Everton) 65' Looms 66' Everton | BASISOPSTELLING: Coutinho - Ammi, Derijck , Bosschaart, Kum - Radosavljevič, Immers, Toornstra - Verhoek, Boelykin, Kubik RESERVEBANK: Pellatz, Leeuwin, Supusepa, Visser, Van den Bergh, Vicento, Hulst WISSELS: 86' Leeuwin Kubik 90' Vicento Verhoek | BASISOPSTELLING: Pasveer - Breukers, Maertens, Van der Linden , Looms - Quansah, Overtoom, Vejinović - Everton, Plet, Douglas RESERVEBANK: Telgenkamp, Ter Horst, Reekers, Bannink, Rienstra, Houtkoop, Armenteros WISSELS: 60' Bannink Vejinovic 60' Houtkoop Douglas 83' Armenteros Everton |

Afwezig: Buijs, M. Piqué, Ranković, Zwinkels (blessure)

Opmerkelijk: ADO steeg dankzij deze eerste thuisoverwinning naar de zesde plaats op de ranglijst. De Haagse ploeg had hiermee ook de beste seizoensstart sinds 1979/80 (omgerekend naar driepuntensysteem). Een primeur is dat ADO in alle eerste zeven duels zowel zelf een doelpunt heeft gemaakt als een doelpunt tegen kreeg.

#### Oktober
| Eredivisie 8e speelronde | SC Heerenveen  | 0 - 0 (0 - 0) | ADO Den Haag | Selectie ADO Den Haag: (T: John van den Brom) | Selectie SC Heerenveen: (T: Ron Jans) |
| zo. 3 oktober 2010 Aanvangstijd: 14:30 uur Plaats: Heerenveen Abe Lenstra Stadion Toeschouwers: 25.400 Scheidsrechter: Tom van Sichem Wedstrijdverslagen: Verslag ADO FCUpdate, NOS | Jong-A-Pin 86' |               | 36' Leeuwin  | BASISOPSTELLING: Coutinho - Leeuwin, Derijck , Bosschaart, Kum - Immers, Radosavljevič, Toornstra - Verhoek, Boelykin, Kubik RESERVEBANK: Pellatz, Gielisse, Van Hese, Visser, Van den Bergh, Vicento, Hulst WISSELS: 64' Van Hese Leeuwin 78' Visser Toornstra 85' Van den Bergh Boelykin | BASISOPSTELLING: Stuhr Ellegaard - Janmaat, Breuer , Kruiswijk, Jong-A-Pin - Grindheim, Väyrynen, Elm - Beerens, Dost, Narsingh RESERVEBANK: Steppe, Koning, El Akchaoui, Roorda, Đuričić, Fazli, Assaidi WISSELS: 46' Assaidi Narsingh 85' Đuričić Grindheim 89' Fazli Beerens |

Afwezig: Ammi, Buijs, M. Piqué, Ranković, Zwinkels (blessure)

Opmerkelijk: ADO hield voor het eerst dit seizoen 'de nul'. Vanaf 5 oktober trainde Etiënne Esajas mee bij ADO; hij kreeg uiteindelijk geen contract aangeboden.
| Eredivisie 9e speelronde | ADO Den Haag                                                              | 2 - 1 (0 - 1)     | SBV Excelsior                                                                             | Selectie ADO Den Haag: (T: John van den Brom) | Selectie SBV Excelsior: (T: Alex Pastoor) |
| za. 16 oktober 2010 Aanvangstijd: 19:45 uur Plaats: Den Haag Kyocera Stadion Toeschouwers: 14.993 Scheidsrechter: Reinold Wiedemeijer Wedstrijdverslagen: Verslag ADO FCUpdate, NOS | Radosavljevič 33' Derijck 45' Kubik (Boelykin) 65' Boelykin (Derijck) 90' | 0 - 1 1 - 1 2 - 1 | 33' Wattamaleo 45' Vincken (penalty) 46' Van Steensel 60' Bovenberg 69' Nelom 74' Nieveld | BASISOPSTELLING: Coutinho - Ammi, Derijck , Bosschaart, Kum - Immers, Radosavljevič, Toornstra - Verhoek, Boelykin, Kubik RESERVEBANK: Pellatz, Leeuwin, Gielisse, M. Piqué, Visser, Van den Bergh, Vicento WISSELS: 61' Van den Bergh Bosschaart | BASISOPSTELLING: Paauwe - Bovenberg, Nieveld, Van Steensel, Nelom - Clasie, Wattamaleo, Koolwijk - Vincken, Fernandez, Baltes RESERVEBANK: Van Haeften, Ramsteijn, Waisapy, Isoufi, Ribeiro, Lagouireh, Bergkamp WISSELS: 56' Lagouireh Baltes 71' Waisapy Vincken 76' Ramsteijn Clasie |

Afwezig: Buijs, Ranković, Zwinkels (blessure)
| Eredivisie 10e speelronde | FC Twente                                                                             | 3 - 2 (1 - 1)                 | ADO Den Haag                                                                   | Selectie ADO Den Haag: (T: John van den Brom) | Selectie FC Twente: (T: Michel Preud'homme) |
| zo. 24 oktober 2010 Aanvangstijd: 14:30 uur Plaats: Enschede Grolsch Veste Toeschouwers: 23.800 Scheidsrechter: Pol van Boekel Wedstrijdverslagen: Verslag ADO FCUpdate, NOS | Janssen (vrije trap) 27' Rosales 45' Ruiz (penalty) 57' Janko (Ruiz) 69' Landzaat 89' | 1 - 0 1 - 1 1 - 2 2 - 2 3 - 2 | 10' Kubik 44' Boelykin (Verhoek) 54' Kubik (Immers) 57' Bosschaart 58' Verhoek | BASISOPSTELLING: Coutinho - Ammi, Derijck , Bosschaart, Kum - Immers, Radosavljevič, Toornstra - Verhoek, Boelykin, Kubik RESERVEBANK: Pellatz, Leeuwin, Gielisse, Supusepa, Visser, Van den Bergh, Vicento WISSELS: 45' Leeuwin Boelykin 79' Van den Bergh Bosschaart 87' Vicento Kubik | BASISOPSTELLING: Mihaylov - Tiendalli, Bengtsson, Douglas, Kuiper - Landzaat, De Jong, Janssen - Ruiz , Janko, Chadli RESERVEBANK: Boschker, Rosales, Stockentree, Schimpelsberger, Vujičević, Leugers, Parker WISSELS: 20' Rosales Kuiper 87' Vujicevic Chadli |

Afwezig: Buijs, Ranković, Zwinkels (blessure)

Opmerkelijk: Na de makkelijk gegeven vrije trap waaruit Twente 1-0 maakte, werd John van den Brom naar de tribune gestuurd wegens aanmerkingen op de leiding. Ook de 2-2, hands van Bosschaart in het strafschopgebied terwijl hij met zijn rug naar de situatie stond, werd bestraft door de scheidsrechter. Dmitri Boelykin raakte geblesseerd, schoot daarna nog de 1-1 binnen en werd daarna vervangen. De Rus bleek een lichte hamstringblessure te hebben.
| Eredivisie 11e speelronde | FC Groningen                                                                                         | 3 - 1 (0 - 1)           | ADO Den Haag                                       | Selectie ADO Den Haag: (T: Maurice Steijn*) | Selectie FC Groningen: (T: Pieter Huistra) |
| wo. 27 oktober 2010 Aanvangstijd: 19:00 uur Plaats: Groningen Euroborg Toeschouwers: 21.851 Scheidsrechter: Ben Haverkort Wedstrijdverslagen: Verslag ADO FCUpdate, NOS | Ivens (Tadić) 48' Granqvist (Tadić) 58' García García 63' Van de Laak (Enevoldsen) 89' Stenman 90+1' | 0 - 1 1 - 1 2 - 1 3 - 1 | 12' Immers (Kubik) 17' Kum 34' Verhoek 76' Vicento | BASISOPSTELLING: Coutinho - Ammi, Derijck , Bosschaart, Kum - Van den Bergh, Radosavljevič, Toornstra - Verhoek, Immers, Kubik RESERVEBANK: Pellatz, Leeuwin, Gielisse, Supusepa, M. Piqué, Visser, Vicento WISSELS: 64' Leeuwin Ammi 74' Vicento Van den Bergh 84' Visser Bosschaart | BASISOPSTELLING: Luciano - Kieftenbeld, Ivens, Granqvist , Stenman - Holla, Sparv - Enevoldsen, García García, Tadić - Matavž RESERVEBANK: Van Loo, Veldmate, Lachman, Bacuna, Van de Laak, Andersson, Pedersen WISSELS: 77' Andersson García García 81' Van de Laak Tadić 89' Lachman Holla |

Afwezig: Buijs, Boelykin, Ranković, Zwinkels (blessure)

Opmerkelijk: Trainer John van den Brom was deze wedstrijd geschorst, assistent Maurice Steijn verving hem.
| Eredivisie 12e speelronde | ADO Den Haag                                | 1 - 0 (1 - 0) | FC Utrecht | Selectie ADO Den Haag: (T: John van den Brom) | Selectie FC Utrecht: (T: Ton du Chatinier) |
| zo. 31 oktober 2010 Aanvangstijd: 12:30 uur Plaats: Den Haag Kyocera Stadion Toeschouwers: 10.788 Scheidsrechter: Jack van Hulten Wedstrijdverslagen: Verslag ADO FCUpdate, NOS | Immers (Van den Bergh) 45+1' M. Piqué 45+2' | 1 - 0         | 45' Lensky | BASISOPSTELLING: Coutinho - Leeuwin, Derijck , Kum, M. Piqué - Van den Bergh, Radosavljevič, Toornstra - Verhoek, Immers, Kubik RESERVEBANK: Pellatz, Bosschaart, Gielisse, Visser, Köksal, Antonia, Vicento WISSELS: 66' Visser Van den Bergh 81' Bosschaart Kum 88' Vicento Kubik 89' Verhoek | BASISOPSTELLING: Vorm - Cornelisse, Schut, Wuytens , Neşu - Silberbauer, Lensky - Mulenga, Duplan, Mertens - Van Wolfswinkel RESERVEBANK: Cummins, Van der Maarel, Keller, Nijholt, Maguire, Sarota, Demouge WISSELS: 42' Maguire Mulenga 63' Demouge Wuytens |

Afwezig: Ammi, Buijs, Boelykin, Ranković, Zwinkels (blessure)

Opmerkelijk: Voor het eerst sinds lange tijd had Mitchell Piqué weer een basisplaats na lang blessureleed. Charlton Vicento liep bij de beloften een rode kaart en schorsing op.

#### November
| Eredivisie 13e speelronde | AFC Ajax                    | 0 - 1 (0 - 1) | ADO Den Haag                                                           | Selectie ADO Den Haag: (T: John van den Brom) | Selectie AFC Ajax: (T: Martin Jol) |
| zo. 7 november 2010 Aanvangstijd: 12:30 uur Plaats: Amsterdam Amsterdam ArenA Toeschouwers: 43.914 Scheidsrechter: Bas Nijhuis Wedstrijdverslagen: Verslag ADO FCUpdate, NOS | De Zeeuw 20' Emanuelson 65' | 0 - 1         | 25' Radosavljevič 44' Verhoek (Van den Bergh) 63' Verhoek 88' Coutinho | BASISOPSTELLING: Coutinho - Leeuwin, Derijck , Kum, M. Piqué - Van den Bergh, Radosavljevič, Toornstra - Verhoek, Immers, Kubik RESERVEBANK: Pellatz, Bosschaart, Gielisse, Visser, Köksal, Antonia, Boelykin WISSELS: 75' Antonia Verhoek 80' Boelykin Van den Bergh 86' Visser Kubik | BASISOPSTELLING: Stekelenburg - Van der Wiel, Ooijer, Vertonghen, Anita - De Zeeuw, De Jong, Lindgren - Suárez , El Hamdaoui, Emanuelson RESERVEBANK: Verhoeven, Alderweireld, Oleguer, Enoh, Eriksen, Sulejmani, Mido WISSELS: 17' Oleguer Van der Wiel 46' Sulejmani Anita 66' Eriksen De Zeeuw |

Afwezig: Vicento (schorsing), Ammi, Buijs, Ranković, Zwinkels (blessure)

Opmerkelijk: Voor het eerst sinds 1986 won FC/ADO Den Haag in Amsterdam van Ajax.
| KNVB Beker Vierde ronde | FC Groningen * wint na penalty's    | 1 - 1 (0 - 0/1 - 1) | ADO Den Haag                    | Selectie ADO Den Haag: (T: John van den Brom) | Selectie FC Groningen: (T: Pieter Huistra) |
| do. 11 november 2010 Aanvangstijd: 20:45 uur Plaats: Groningen Euroborg Toeschouwers: 16.161 Scheidsrechter: Kevin Blom Wedstrijdverslagen: Verslag ADOFans Verslag FCUpdate | Ivens (Bacuna) 83' Van de Laak 114' | 0 - 1 1 - 1         | 62' Immers 78' Leeuwin 119' Kum | BASISOPSTELLING: Coutinho - Leeuwin, Derijck , Kum, M. Piqué - Radosavljevič, Van den Bergh, Toornstra - Verhoek, Immers, Kubik RESERVEBANK: Pellatz, L. Piqué, Bosschaart, Gielisse, Köksal, Antonia, Boelykin WISSELS: 79' Boelykin Van den Bergh 106' Gielisse Radosavljevič | BASISOPSTELLING: Luciano - Kieftenbeld, Ivens, Granqvist , Stenman - Holla, Sparv - Enevoldsen, García García, Tadić - Matavž RESERVEBANK: Van Loo, Veldmate, Hiariej, Ajilore, Bacuna, Van de Laak, Andersson WISSELS: 64' Hiariej Holla 73' Bacuna García García 81' Van de Laak Enevoldsen |

Afwezig: Vicento (schorsing), Ammi, Buijs, Ranković, Zwinkels (blessure)

Opmerkelijk: Tijdens de penaltyserie scoorden Derijck, Immers, Boelykin en Leeuwin. Doelman Gino Coutinho stopte de penalty van Tim Sparv. De strafschoppen van Jens Toornstra (gepakt) en František Kubík (naast) zorgden voor de Haagse uitschakeling in het bekertoernooi.
| Eredivisie 14e speelronde | NEC Nijmegen                           | 1 - 1 (0 - 1) | ADO Den Haag                                     | Selectie ADO Den Haag: (T: John van den Brom) | Selectie NEC Nijmegen: (T: Wiljan Vloet) |
| zo. 14 november 2010 Aanvangstijd: 14:30 uur Plaats: Nijmegen McDOS Goffertstadion Toeschouwers: 12.400 Scheidsrechter: Michel Winter Wedstrijdverslagen: Verslag ADO FCUpdate, NOS | Sibum 15' Zomer 75' Zomer (George) 90' | 0 - 1 1 - 1   | 29' Derijck 39' Will (eigen doelpunt) 75' Immers | BASISOPSTELLING: Coutinho - Leeuwin, Derijck , Kum, M. Piqué - Immers, Radosavljevič, Toornstra - Verhoek, Boelykin, Kubik RESERVEBANK: Pellatz, Bosschaart, Gielisse, Buijs, Köksal, Van den Bergh, Antonia WISSELS: 65' Buijs Boelykin 82' Antonia Immers 88' Bosschaart Kubik | BASISOPSTELLING: Cillessen - Will, Van Eijden, Zomer , Nuytinck - Sibum, Zimling - Schöne, Goossens, Davids - Vleminckx RESERVEBANK: Van Duin, Wellenberg, Amieux, George, Fejzullahu, Chatelle, Ten Voorde WISSELS: 60' Chatelle Davids 80' Ten Voorde Van Eijden 80' George Goossens |

Afwezig: Vicento (schorsing), Ammi, Ranković, Zwinkels (blessure)
| Eredivisie 15e speelronde | ADO Den Haag                                                    | 3 - 0 (1 - 0)     | NAC Breda              | Selectie ADO Den Haag: (T: John van den Brom) | Selectie NAC Breda: (T: John Karelse en Gert Aandewiel) |
| zo. 21 november 2010 Aanvangstijd: 14:30 uur Plaats: Den Haag Kyocera Stadion Toeschouwers: 14.500 Scheidsrechter: Eric Braamhaar Wedstrijdverslagen: Verslag ADO FCUpdate, NOS | Boelykin 5' Verhoek (Boelykin) 50' Radosavljevič (Boelykin) 65' | 1 - 0 2 - 0 3 - 0 | 49' Gilissen 61' Janse | BASISOPSTELLING: Coutinho - Leeuwin, Derijck , Kum, M. Piqué - Immers, Radosavljevič, Toornstra - Verhoek, Boelykin, Kubik RESERVEBANK: Pellatz, Ammi, Bosschaart, Gielisse, Buijs, Van den Bergh, Achterberg WISSELS: 76' Buijs Boelykin 81' Ammi Verhoek 85' Achterberg Kubik | BASISOPSTELLING: Ten Rouwelaar - Koenders, Penders , Luijckx, Janse - Gilissen, Schilder - Kolkka, Boussaboun, Lurling - Amoah RESERVEBANK: Van Fessem, Loran, Horváth, Fehér, Gudelj, Gorter, Idabdelhay WISSELS: 61' Gorter Kolkka 85' Idabdelhay Lurling |

Afwezig: Vicento (schorsing), Ranković, Zwinkels (blessure)

Opmerkelijk: ADO won voor de vierde keer op rij een thuiswedstrijd. De maandag na deze wedstrijd werd Ricky van den Bergh op de training weggestuurd door trainer John van den Brom; de middenvelder zou niet blij zijn met zijn rol als wisselspeler. Woensdag 24 november kwam Jordy Brouwer, jeugdspeler van Liverpool FC, op trainingsstage. Kevin Visser liep bij de beloften een schorsing op.
| Eredivisie 16e speelronde | Feyenoord                                                                                          | 2 - 1 (0 - 1) | ADO Den Haag                                         | Selectie ADO Den Haag: (T: John van den Brom) | Selectie Feyenoord: (T: Mario Been) |
| zo. 28 november 2010 Aanvangstijd: 12:30 uur Plaats: Rotterdam De Kuip Toeschouwers: 42.000 Scheidsrechter: Reinold Wiedemeijer Wedstrijdverslagen: Verslag ADO FCUpdate, NOS | Biseswar 44' Radosavljevič (eigen doelpunt) 47' Castaignos (El Ahmadi) 59' Bahia 79' El Ahmadi 90' | 0 - 1 1 - 1   | 20' Kum 45' Boelykin (Kubik) 74' Verhoek 83' Derijck | BASISOPSTELLING: Coutinho - Leeuwin, Derijck , Kum, M. Piqué - Immers, Radosavljevič, Toornstra - Verhoek, Boelykin, Kubik RESERVEBANK: Pellatz, Ammi, Bosschaart, Buijs, Van den Bergh, Vicento WISSELS: 69' Van den Bergh M. Piqué 80' Buijs Toornstra | BASISOPSTELLING: Van Dijk - Leerdam, Vlaar , Bahia, De Cler - Mokotjo, El Ahmadi - Biseswar, Wijnaldum, Cabral - Castaignos RESERVEBANK: Darley, Martins Indi, Lumb, Auassar, Van Haaren, Schaken WISSELS: 75' Van Haaren Cabral 84' Auassar Biseswar |

Afwezig: Visser (schorsing), Ranković, Zwinkels (blessure)

Opmerkelijk: Vanwege het besluit van Ahmed Aboutaleb, de toenmalige burgemeester van Rotterdam, om máár 650 in plaats 1.200 fans toe te laten in het stadion, bleven alle ADO-supporters thuis.

#### December
| Eredivisie 17e speelronde | ADO Den Haag                        | 0 - 2 (0 - 1) | AZ                                                                 | Selectie ADO Den Haag: (T: John van den Brom) | Selectie AZ: (T: Gertjan Verbeek) |
| zo. 5 december 2010 Aanvangstijd: 14:30 uur Plaats: Den Haag Kyocera Stadion Toeschouwers: 11.372 Scheidsrechter: Bas Nijhuis Wedstrijdverslagen: Verslag ADO FCUpdate, NOS | Bosschaart 39' Immers 87' Kubik 90' | 0 - 1 0 - 2   | 27' Marcellis 40' Elm (penalty) 51' Martens (Holman) 90' Moisander | BASISOPSTELLING: Coutinho - Leeuwin, Kum , Bosschaart, M. Piqué - Immers, Radosavljevič, Toornstra - Van den Bergh, Boelykin, Kubik RESERVEBANK: Pellatz, Ammi, Supusepa, Buijs, Visser, Vicento, Hulst WISSELS: 59' Vicento Van den Bergh 72' Buijs M. Piqué | BASISOPSTELLING: Romero - Marcellis, Moisander , Moreno, Klavan - Elm, Schaars - Holman, Wernbloom, Martens - Pellè RESERVEBANK: Esteban, Jaliens, Viergever, Falkenburg, Ortíz, Benschop, Sigþórsson WISSELS: 46' Jaliens Marcellis 61' Sigþórsson Holman 80' Benschop Pellè |

Afwezig: Derijck, Verhoek (schorsing), Ranković, Zwinkels (blessure)

Opmerkelijk: Lex Immers (100 duels betaald voetbal) en Pascal Bosschaart (350 duels betaald voetbal) werden gehuldigd.
| Eredivisie 18e speelronde | Roda JC Kerkrade                          | 1 - 1 (1 - 1) | ADO Den Haag           | Selectie ADO Den Haag: (T: John van den Brom) | Selectie Roda JC Kerkrade: (T: Harm van Veldhoven) |
| za. 11 december 2010 Aanvangstijd: 19:45 uur Plaats: Kerkrade Parkstad Limburg Stadion Toeschouwers: 12.900 Scheidsrechter: Jack van Hulten Wedstrijdverslagen: Verslag ADO FCUpdate, NOS | Janssen (Junker) 9' Addo 17' Wielaert 66' | 1 - 0 1 - 1   | 13' Boelykin (Vicento) | BASISOPSTELLING: Coutinho - Leeuwin, Derijck , Kum, M. Piqué - Immers, Radosavljevič, Toornstra - Verhoek, Boelykin, Vicento RESERVEBANK: Pellatz, Ammi, Bosschaart, Supusepa, Buijs, Visser, Achterberg WISSELS: 61' Buijs Radosavljevič | BASISOPSTELLING: Tytoń - De Fauw, Addo, Kah, Hempte - Wielaert, Sutchuin-Djoum, Vormer, Janssen - Hadouir, Junker RESERVEBANK: Prus, Horsten, Lachambre, Delorge, Meulens, Hupperts, Huysegems WISSELS: 61' Delorge Addo 83' Meulens Junker 88' Huysegems Hadouir |

Afwezig: Kubik (schorsing), Ranković, Zwinkels (blessure)

Opmerkelijk: Ricky van den Bergh en ADO kwamen samen tot de conclusie om het contract van de middenvelder te ontbinden. De aan FC Dordrecht verhuurde aanvaller Raily Ignacio keerde juist terug bij ADO. Het was niet duidelijk of dat kwam vanwege zijn wens om in Den Haag te revalideren van een hamstringblessure of doordat hij meermaals ruzie had met de technische staf van Dordt.
| Eredivisie 19e speelronde | ADO Den Haag                                              | 2 - 1 (1 - 0)     | Willem II            | Selectie ADO Den Haag: (T: John van den Brom) | Selectie Willem II: (T: Gert Heerkes) |
| za. 18 december 2010 Aanvangstijd: 20:45 uur Plaats: Den Haag Kyocera Stadion Toeschouwers: 8.931 Scheidsrechter: Serdar Gözübüyük Wedstrijdverslagen: Verslag ADO FCUpdate, NOS | Vossebelt (eigen doelpunt) 10' Lampi (eigen doelpunt) 52' | 1 - 0 1 - 1 2 - 1 | 51' Biemans (Hutten) | BASISOPSTELLING: Coutinho - Leeuwin, Derijck , Kum, Bosschaart - Immers, Radosavljevič, Toornstra - Verhoek, Boelykin, Kubik RESERVEBANK: Pellatz, Ammi, Supusepa, Buijs, Visser, Achterberg, Vicento WISSELS: 52' Buijs Boelykin 80' Ammi Kum | BASISOPSTELLING: Mäenpää - Gravenbeek, Biemans, Swinkels , Lampi - Vossebelt, Ippel, Van der Heijden, Pereira - Sheotahul, Hutten RESERVEBANK: Verhulst, Lima, Livramento, Rigters, Van Zaanen, Janga WISSELS: 72' Van Zaanen Hutten 78' Rigters Lampi 78' Janga Sheotahul |

Afwezig: M. Piqué, Ranković, Zwinkels (blessure)

Opmerkelijk: In de sneeuw stelde de Haagse equipe de overwinning veilig en ging als achtste de winterstop in. De wedstrijd van FC Utrecht ging door de weersomstandigheden niet door en werd half januari afgewerkt, zij gingen destijds op hun beurt met een overwinning weer over ADO heen. ADO beleefde de beste eerste competitiehelft in 39 jaar; na 19 wedstrijden pakte ADO 29 punten. In het seizoen 1970/71 werden 33 punten bijeen gesprokkeld in 17 duels. Alleen PSV'er Balázs Dzsudzsák (10 goals, 11 assists) was vaker bij een doelpunt betrokken dan Dmitri Boelykin (11 goals, 5 assists) in de Eredivisie. De Rus was wel veruit de beste tot dan toe in het doelgebied; maar liefst 9 van zijn 11 doelpunten maakte hij daar. ADO scoorde namelijk nog maar 1 doelpunt van buiten het strafschopgebied; procentueel het laagst van alle clubs. Alleen Ajax (37) kreeg tot de winterstop meer gele kaarten dan de Haagse ploeg (36, net als Vitesse en De Graafschap). ADO ging in de winterstop (zonder Christian Kum die een hielblessure had opgelopen) naar het Spaanse Estepona en Marbella om te trainen en enkele oefenduels af te werken. De Haagse ploeg vertrok samen met aanwinsten Jordy Brouwer, Chiró N'Toko en beloften-speler Donny van der Dussen. De eerste wedstrijd, tegen het Belgische Club Brugge werd na een 2-0 achterstand bij rust alsnog gewonnen (2-3). Doelpuntenmakers waren: Jens Toornstra, Santy Hulst en Lex Immers, die zijn contract verlengde tot 2014. Tegen het Zwitserse FC Basel werd met 2-1 verloren, ondanks de openingstreffer van Timothy Derijck.

#### Januari
| Eredivisie 20e speelronde | ADO Den Haag                                                  | 3 - 1 (1 - 0)           | SC Heerenveen                   | Selectie ADO Den Haag: (T: John van den Brom) | Selectie SC Heerenveen: (T: Ron Jans) |
| vr. 21 januari 2011 Aanvangstijd: 20:45 uur Plaats: Den Haag Kyocera Stadion Toeschouwers: 12.468 Scheidsrechter: Richard Liesveld Wedstrijdverslagen: Verslag ADO FCUpdate, NOS | Buijs (Vicento) 12' Vicento (Toornstra) 53' Immers (Ammi) 77' | 1 - 0 2 - 0 2 - 1 3 - 1 | 61' Assaidi 76' Dost (Narsingh) | BASISOPSTELLING: Coutinho - Ammi, Derijck , Leeuwin, M. Piqué - Buijs, Radosavljevič, Toornstra - Verhoek, Immers, Vicento RESERVEBANK: Pellatz, Bosschaart, N'Toko, Visser, Köksal, Achterberg, Boelykin WISSELS: 72' Visser Buijs 79' Boelykin Vicento | BASISOPSTELLING: Stuhr Ellegaard - Koning, Breuer , Kruiswijk, Jong-A-Pin - Grindheim, Švec, Väyrynen - Beerens, Elm, Assaidi RESERVEBANK: Steppe, Janmaat, Đurić, Haglund, Đuričić, Narsingh, Dost WISSELS: 58' Đuričić Švec 58' Narsingh Beerens 58' Dost Elm |

Afwezig: Kubik, Kum, Ranković, Zwinkels (blessure)

| Eredivisie 21e speelronde | SBV Excelsior                                      | 1 - 5 (1 - 3)                       | ADO Den Haag | Selectie ADO Den Haag: (T: John van den Brom) | Selectie SBV Excelsior: (T: Alex Pastoor) |
| zo. 31 januari 2011 Aanvangstijd: 12:30 uur Plaats: Rotterdam Stadion Woudestein Toeschouwers: 2.458 Scheidsrechter: Tom van Sichem Wedstrijdverslagen: Verslag ADO ADOFans, NOS | Fernandez 7' Vincken (Zeegelaar) 13' Bovenberg 24' | 1 - 0 1 - 1 1 - 2 1 - 3 1 - 4 1 - 5 | 20' Boelykin (Verhoek) 29' Kubik (Immers) 41' Boelykin (Radosavljevič) 51' Toornstra (Boelykin) 65' Verhoek (Derijck) | BASISOPSTELLING: Coutinho - Ammi, Derijck , Leeuwin, M. Piqué - Immers, Radosavljevič, Toornstra - Verhoek, Boelykin, Kubik RESERVEBANK: Pellatz, Bosschaart, N'Toko, Buijs, Visser, Köksal, Vicento WISSELS: 62' Buijs Immers 62' Vicento Kubik 72' Köksal Radosavljevič | BASISOPSTELLING: Van Haeften - Bovenberg, Nieveld, Van Steensel, Nelom - Clasie, Wattamaleo, Koolwijk - Vincken, Fernandez, Zeegelaar RESERVEBANK: Lamprou, Eekman, Gudde, Ribeiro, Lagouireh, Bergkamp, Fileccia WISSELS: 30' Gudde Vincken 56' Bergkamp Zeegelaar 71' Ribeiro Koolwijk |

Afwezig: Kum, Ranković, Zwinkels (blessure)

Opmerkelijk: Deze 5-1 overwinning was de op twee na grootste overwinning voor de Hagenaars in de Eredivisie. In 1962 werd het 7-2 tegen De Volewijckers, in 1965 7-0 tegen DOS.

#### Februari
| Eredivisie 22e speelronde | PSV                                                  | 0 - 1 (0 - 0) | ADO Den Haag                                      | Selectie ADO Den Haag: (T: John van den Brom) | Selectie PSV: (T: Fred Rutten) |
| za. 5 februari 2011 Aanvangstijd: 19:45 uur Plaats: Eindhoven Philips Stadion Toeschouwers: 33.000 Scheidsrechter: Pol van Boekel Wedstrijdverslagen: Verslag ADO ADOFans, NOS | Toivonen 20' Manolev 26' Dzsudzsák 60' Rodríguez 89' | 0 - 1         | 20' Leeuwin 56' Toornstra 90+2' Verhoek (Vicento) | BASISOPSTELLING: Coutinho - Ammi, Derijck , Leeuwin, M. Piqué - Immers, Radosavljevič, Toornstra - Verhoek, Boelykin, Kubik RESERVEBANK: Zwinkels, Bosschaart, N'Toko, Buijs, Visser, Köksal, Vicento WISSELS: 82' Vicento Kubik 90+3' N'Toko Boelykin | BASISOPSTELLING: Isaksson - Manolev, Rodríguez, Bouma, Pieters - Hutchinson, Toivonen, Engelaar - Lens, Koevermans, Dzsudzsák RESERVEBANK: Cássio, Vuković, Wuytens, Bakkal, Labyad, Berg, Zeefuik WISSELS: 71' Labyad Lens 85' Zeefuik Koevermans |

Afwezig: Kum, Ranković (blessure)

Opmerkelijk: Voor het eerst sinds oktober 1971(!) wist ADO weer een wedstrijd tegen PSV in Eindhoven te winnen (destijds winnende treffer van Wietze Couperus). Het betekende dat ADO dit seizoen ongeslagen bleef tegen de Eindhovenaren. Chiró N'Toko maakte in dit duel zijn ADO-debuut.

Speelronde 23 
|                            |                                        |         |           |                                                                              |
| 12 februari 2011 18:45 uur | ADO Den Haag                           | 3 – 0   | VVV-Venlo | Stadion: Kyocera Stadion, Den Haag Toeschouwers: 15.000 Scheidsrechter: Vink |
| 12 februari 2011 18:45 uur | Toornstra 53' Boelykin 63' (pen.), 83' | Verslag |           | Stadion: Kyocera Stadion, Den Haag Toeschouwers: 15.000 Scheidsrechter: Vink |
| 12 februari 2011 18:45 uur |                                        |         |           | Stadion: Kyocera Stadion, Den Haag Toeschouwers: 15.000 Scheidsrechter: Vink |
| 12 februari 2011 18:45 uur |                                        |         |           | Stadion: Kyocera Stadion, Den Haag Toeschouwers: 15.000 Scheidsrechter: Vink |
|                            |                                        |         |           |                                                                              |

Speelronde 24 
|                            |                          |         |                     |                                                                                  |
| 20 februari 2011 12:30 uur | ADO Den Haag             | 2 – 2   | Feyenoord           | Stadion: Kyocera Stadion, Den Haag Toeschouwers: 15.000 Scheidsrechter: Makkelie |
| 20 februari 2011 12:30 uur | Vicento 81' Boelykin 85' | Verslag | 30', 38' Castaignos | Stadion: Kyocera Stadion, Den Haag Toeschouwers: 15.000 Scheidsrechter: Makkelie |
| 20 februari 2011 12:30 uur |                          |         |                     | Stadion: Kyocera Stadion, Den Haag Toeschouwers: 15.000 Scheidsrechter: Makkelie |
| 20 februari 2011 12:30 uur |                          |         |                     | Stadion: Kyocera Stadion, Den Haag Toeschouwers: 15.000 Scheidsrechter: Makkelie |
|                            |                          |         |                     |                                                                                  |

Speelronde 25 
|                            |                            |         |                                             |                                                                                  |
| 26 februari 2011 20:45 uur | NAC Breda                  | 3 – 2   | ADO Den Haag                                | Stadion: Rat Verlegh Stadion, Breda Toeschouwers: 18.700 Scheidsrechter: Janssen |
| 26 februari 2011 20:45 uur | Schilder 4', 47' Fehér 61' | Verslag | 25' Verhoek 34' (e.d.) Horváth 40', 53' Kum | Stadion: Rat Verlegh Stadion, Breda Toeschouwers: 18.700 Scheidsrechter: Janssen |
| 26 februari 2011 20:45 uur |                            |         |                                             | Stadion: Rat Verlegh Stadion, Breda Toeschouwers: 18.700 Scheidsrechter: Janssen |
| 26 februari 2011 20:45 uur |                            |         |                                             | Stadion: Rat Verlegh Stadion, Breda Toeschouwers: 18.700 Scheidsrechter: Janssen |
|                            |                            |         |                                             |                                                                                  |

Speelronde 26 
|                        |                                                                        |         |                           |                                                                                    |
| 5 maart 2011 19:45 uur | ADO Den Haag                                                           | 5 – 1   | N.E.C.                    | Stadion: Kyocera Stadion, Den Haag Toeschouwers: 15.000 Scheidsrechter: van Sichem |
| 5 maart 2011 19:45 uur | Immers 16' Boelykin 28' (pen.) Verhoek 49' Toornstra 52' Brouwer 90+1' | Verslag | 18' Vleminckx 87' Zimling | Stadion: Kyocera Stadion, Den Haag Toeschouwers: 15.000 Scheidsrechter: van Sichem |
| 5 maart 2011 19:45 uur |                                                                        |         |                           | Stadion: Kyocera Stadion, Den Haag Toeschouwers: 15.000 Scheidsrechter: van Sichem |
| 5 maart 2011 19:45 uur |                                                                        |         |                           | Stadion: Kyocera Stadion, Den Haag Toeschouwers: 15.000 Scheidsrechter: van Sichem |
|                        |                                                                        |         |                           |                                                                                    |

Speelronde 27 
|                         |               |         |              |                                                                                    |
| 13 maart 2011 12:30 uur | De Graafschap | 1 – 0   | ADO Den Haag | Stadion: De Vijverberg, Doetinchem Toeschouwers: 12.300 Scheidsrechter: van Boekel |
| 13 maart 2011 12:30 uur | Poepon 10'    | Verslag |              | Stadion: De Vijverberg, Doetinchem Toeschouwers: 12.300 Scheidsrechter: van Boekel |
| 13 maart 2011 12:30 uur |               |         |              | Stadion: De Vijverberg, Doetinchem Toeschouwers: 12.300 Scheidsrechter: van Boekel |
| 13 maart 2011 12:30 uur |               |         |              | Stadion: De Vijverberg, Doetinchem Toeschouwers: 12.300 Scheidsrechter: van Boekel |
|                         |               |         |              |                                                                                    |

Speelronde 28 
|                         |                                  |         |                            |                                                                                 |
| 20 maart 2011 12:30 uur | ADO Den Haag                     | 3 – 2   | Ajax                       | Stadion: Kyocera Stadion, Den Haag Toeschouwers: 15.000 Scheidsrechter: Kuipers |
| 20 maart 2011 12:30 uur | Kubík 31' Immers 76' Derijck 87' | Verslag | 70' Vertonghen 85' Eriksen | Stadion: Kyocera Stadion, Den Haag Toeschouwers: 15.000 Scheidsrechter: Kuipers |
| 20 maart 2011 12:30 uur |                                  |         |                            | Stadion: Kyocera Stadion, Den Haag Toeschouwers: 15.000 Scheidsrechter: Kuipers |
| 20 maart 2011 12:30 uur |                                  |         |                            | Stadion: Kyocera Stadion, Den Haag Toeschouwers: 15.000 Scheidsrechter: Kuipers |
|                         |                                  |         |                            |                                                                                 |

Speelronde 29 
|                        |                          |         |                                                     |                                                                                     |
| 3 april 2011 12:30 uur | FC Utrecht               | 2 – 3   | ADO Den Haag                                        | Stadion: Stadion Galgenwaard, Utrecht Toeschouwers: 21.450 Scheidsrechter: Makkelie |
| 3 april 2011 12:30 uur | Duplan 33' Strootman 77' | Verslag | 39' 74', 76' Vicento 63' Radosavljevič 66' Boelykin | Stadion: Stadion Galgenwaard, Utrecht Toeschouwers: 21.450 Scheidsrechter: Makkelie |
| 3 april 2011 12:30 uur |                          |         |                                                     | Stadion: Stadion Galgenwaard, Utrecht Toeschouwers: 21.450 Scheidsrechter: Makkelie |
| 3 april 2011 12:30 uur |                          |         |                                                     | Stadion: Stadion Galgenwaard, Utrecht Toeschouwers: 21.450 Scheidsrechter: Makkelie |
|                        |                          |         |                                                     |                                                                                     |

Speelronde 30 
|                        |              |         |         |                                                                                    |
| 9 april 2011 19:45 uur | ADO Den Haag | 1 – 0   | Vitesse | Stadion: Kyocera Stadion, Den Haag Toeschouwers: 14.700 Scheidsrechter: van Hulten |
| 9 april 2011 19:45 uur | Buijs 28'    | Verslag |         | Stadion: Kyocera Stadion, Den Haag Toeschouwers: 14.700 Scheidsrechter: van Hulten |
| 9 april 2011 19:45 uur |              |         |         | Stadion: Kyocera Stadion, Den Haag Toeschouwers: 14.700 Scheidsrechter: van Hulten |
| 9 april 2011 19:45 uur |              |         |         | Stadion: Kyocera Stadion, Den Haag Toeschouwers: 14.700 Scheidsrechter: van Hulten |
|                        |              |         |         |                                                                                    |

Speelronde 31 
|                         |                                              |         |              |                                                                               |
| 16 april 2011 20:45 uur | AZ                                           | 3 – 1   | ADO Den Haag | Stadion: AFAS Stadion, Alkmaar Toeschouwers: 16.811 Scheidsrechter: Braamhaar |
| 16 april 2011 20:45 uur | Sigþórsson 44' Holman 60' van der Velden 86' | Verslag | 67' Derijck  | Stadion: AFAS Stadion, Alkmaar Toeschouwers: 16.811 Scheidsrechter: Braamhaar |
| 16 april 2011 20:45 uur |                                              |         |              | Stadion: AFAS Stadion, Alkmaar Toeschouwers: 16.811 Scheidsrechter: Braamhaar |
| 16 april 2011 20:45 uur |                                              |         |              | Stadion: AFAS Stadion, Alkmaar Toeschouwers: 16.811 Scheidsrechter: Braamhaar |
|                         |                                              |         |              |                                                                               |

Speelronde 32 
|                         |              |         |                      |                                                                                  |
| 22 april 2011 20:45 uur | ADO Den Haag | 1 – 2   | FC Twente            | Stadion: Kyocera Stadion, Den Haag Toeschouwers: 12.000 Scheidsrechter: Wegereef |
| 22 april 2011 20:45 uur | Boelykin 70' | Verslag | 61' Ruiz 86' de Jong | Stadion: Kyocera Stadion, Den Haag Toeschouwers: 12.000 Scheidsrechter: Wegereef |
| 22 april 2011 20:45 uur |              |         |                      | Stadion: Kyocera Stadion, Den Haag Toeschouwers: 12.000 Scheidsrechter: Wegereef |
| 22 april 2011 20:45 uur |              |         |                      | Stadion: Kyocera Stadion, Den Haag Toeschouwers: 12.000 Scheidsrechter: Wegereef |
|                         |              |         |                      |                                                                                  |

Speelronde 33 
|                      |                          |         |                                            |                                                                              |
| 1 mei 2011 14:30 uur | ADO Den Haag             | 2 – 4   | FC Groningen                               | Stadion: Kyocera Stadion, Den Haag Toeschouwers: 14.800 Scheidsrechter: Vink |
| 1 mei 2011 14:30 uur | Boelykin 25', 42' (pen.) | Verslag | 13', 52' Andersson 29' Stenman 86' Hiariej | Stadion: Kyocera Stadion, Den Haag Toeschouwers: 14.800 Scheidsrechter: Vink |
| 1 mei 2011 14:30 uur |                          |         |                                            | Stadion: Kyocera Stadion, Den Haag Toeschouwers: 14.800 Scheidsrechter: Vink |
| 1 mei 2011 14:30 uur |                          |         |                                            | Stadion: Kyocera Stadion, Den Haag Toeschouwers: 14.800 Scheidsrechter: Vink |
|                      |                          |         |                                            |                                                                              |

Speelronde 34 
|                       |                                         |         |              |                                                                             |
| 15 mei 2011 14:30 uur | Heracles Almelo                         | 3 – 0   | ADO Den Haag | Stadion: Polman Stadion, Almelo Toeschouwers: 8.481 Scheidsrechter: Janssen |
| 15 mei 2011 14:30 uur | Overtoom 72', 85' (pen.) Armenteros 88' | Verslag |              | Stadion: Polman Stadion, Almelo Toeschouwers: 8.481 Scheidsrechter: Janssen |
| 15 mei 2011 14:30 uur |                                         |         |              | Stadion: Polman Stadion, Almelo Toeschouwers: 8.481 Scheidsrechter: Janssen |
| 15 mei 2011 14:30 uur |                                         |         |              | Stadion: Polman Stadion, Almelo Toeschouwers: 8.481 Scheidsrechter: Janssen |
|                       |                                         |         |              |                                                                             |

## Voetnoten
ADO Den Haag ·
Ajax ·
AZ ·
De Graafschap ·
Excelsior ·
Feyenoord ·
FC Groningen ·
sc Heerenveen ·
Heracles Almelo ·
NAC Breda ·
N.E.C. ·
PSV ·
Roda JC Kerkrade ·
FC Twente ·
FC Utrecht ·
Vitesse ·
VVV-Venlo ·
Willem II